# Velturno
Velturno este o comună din provincia Bolzano, regiunea Trentino-Alto Adige, Italia, cu o populație de 3.032 locuitori (1 ianuarie 2023) și o suprafață de 24,58 km².

## Demografie
Velturno - evoluția demografică

|  | Graficele sunt indisponibile din cauza unor probleme tehnice. Mai multe informații se găsesc la Phabricator și la wiki-ul MediaWiki. |

Date: Recensăminte sau birourile de statistică - grafică realizată de Wikipedia